# Acalypha brachiata
Acalypha brachiata är en törelväxtart som beskrevs av Johan Carl Krauss. Acalypha brachiata ingår i släktet akalyfor, och familjen törelväxter. Inga underarter finns listade i Catalogue of Life.